# Viennotaleyrodes lacunae
Viennotaleyrodes lacunae là một loài côn trùng cánh nửa trong họ Aleyrodidae, phân họ Aleyrodinae.
Viennotaleyrodes lacunae được Martin miêu tả khoa học đầu tiên năm 1999.